# Aldehuela del Codonal
Aldehuela del Codonal település Spanyolországban, Segovia tartományban. Aldehuela del Codonal Juarros de Voltoya, Codorniz és Aldeanueva del Codonal községekkel határos. Lakosainak száma 24 fő (2024).

## Népesség
A település népessége az elmúlt években az alábbi módon változott:
| Lakosok száma | 48   | 45   | 36   | 35   | 32   | 31   | 27   | 26   | 23   | 24   |
|               | 2001 | 2004 | 2007 | 2009 | 2012 | 2014 | 2017 | 2019 | 2022 | 2024 |